# Чемоданы Тульса Люпера: От Сарка до конца
«Чемоданы Тульса Люпера: От Сарка до конца» (англ. The Tulse Luper Suitcases: From Sark to Finish) — полнометражный фильм Питера Гринуэя, четвёртый в серии «Чемоданы Тульса Люпера». Премьера состоялась на Венецианском кинофестивале 2004 года. Фильм рассказывает о семи эпизодах из жизни Тульса Люпера — выдуманного Гринуэем журналиста, писателя и коллекционера, провёдшего большую часть жизни в тюрьмах.
Из-за ограниченного бюджета фильм имеет незавершённый характер — жизнь Люпера прослежена до 1951 года, а не до 1989-го, как задумывалось Гринуэем. Многие сюжетные линии остались незавершёнными, не объяснены поступки и события из предыдущих фильмов, существенно нарушена изначально симметричная композиция проекта.

## Сюжет

### Эпизод 7: галерея «Фортлан, 17», Гент, Бельгия, 2003 год
Французский искусствовед Филипп Пиляр рассказывает о выставке нескольких чемоданов Тульса Люпера, проходившей осенью 2003 года в бельгийском городе Гент в галерее «Фортлан, 17». Он описывает Люпера как гениального коллекционера.

### Эпизод 8: остров Сарк,Нормандские острова,Ла-Манш,Великобритания

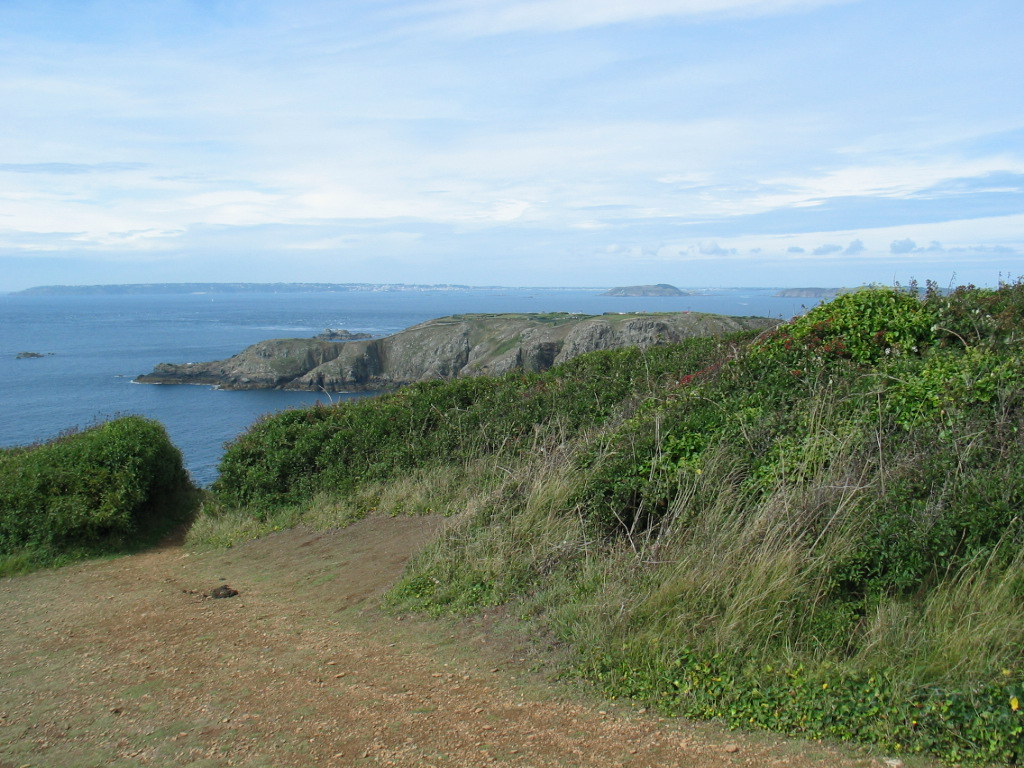
Побережье острова Сарк

Середина Второй мировой войны. Сбежав из Динара и оказавшись на судне, идущем в Лиссабон, Люпер, спасая свою жизнь, прыгает за борт. Волны приносят Люпера к острову Сарк, который напоминает ему остров шекспировского Просперо. Люпер живёт на побережье в персональном раю: запускает бумажного змея, собирает письма из бутылок, приносимых морем, пишет на скалах, играет с приплывшей к нему собакой и придумывает новые проекты, в том числе «Прогулку через Эйч». Вскоре Люпера замечают хозяева берега — сёстры Франсес, Лесли и Джинн Кантумли. Они знакомятся с Люпером, а потом, разгневанные его поведением, сообщают о нём полиции.

### Эпизод 9: Барселона,Испания
Люпер оказывается в Барселоне, где встречает одного из своих бывших антверпенских тюремщиков, Гумбера Флинта. Он предлагает Люперу добровольно стать его заключённым и делить деньги, получаемые от Зелоти, за которым, в свою очередь, стоит Лефреник, достигший верхушки нацистской партии. Люпер соглашается.
Люпер также встречает Матильду, вдову Стефана Фигуры. У неё роман с мадам Плэнз, бывшей любовницей Зелоти. Матильда и Плэнз хотят ребёнка и обращаются к Люперу за донорской спермой. Вскоре обе беременеют.

### Эпизод 10: Турин,Италия, 1942—1943 годы
Оказавшись в Турине, Люпер работает лифтёром в башне Моле-Антонеллиана, использующейся в военное время как склад конфиската. Он знакомится с поварихой Анной Фраскати, которая учит его готовить. Люпер записывает рецепты, которые позже войдут в «Поваренную книгу Люпера». На смотровой площадки Моле он знакомится с химиком и писателем Примо Леви, тогда находившимся в Турине.

### Эпизод 11: Венеция, Италия, зима — весна 1944 года

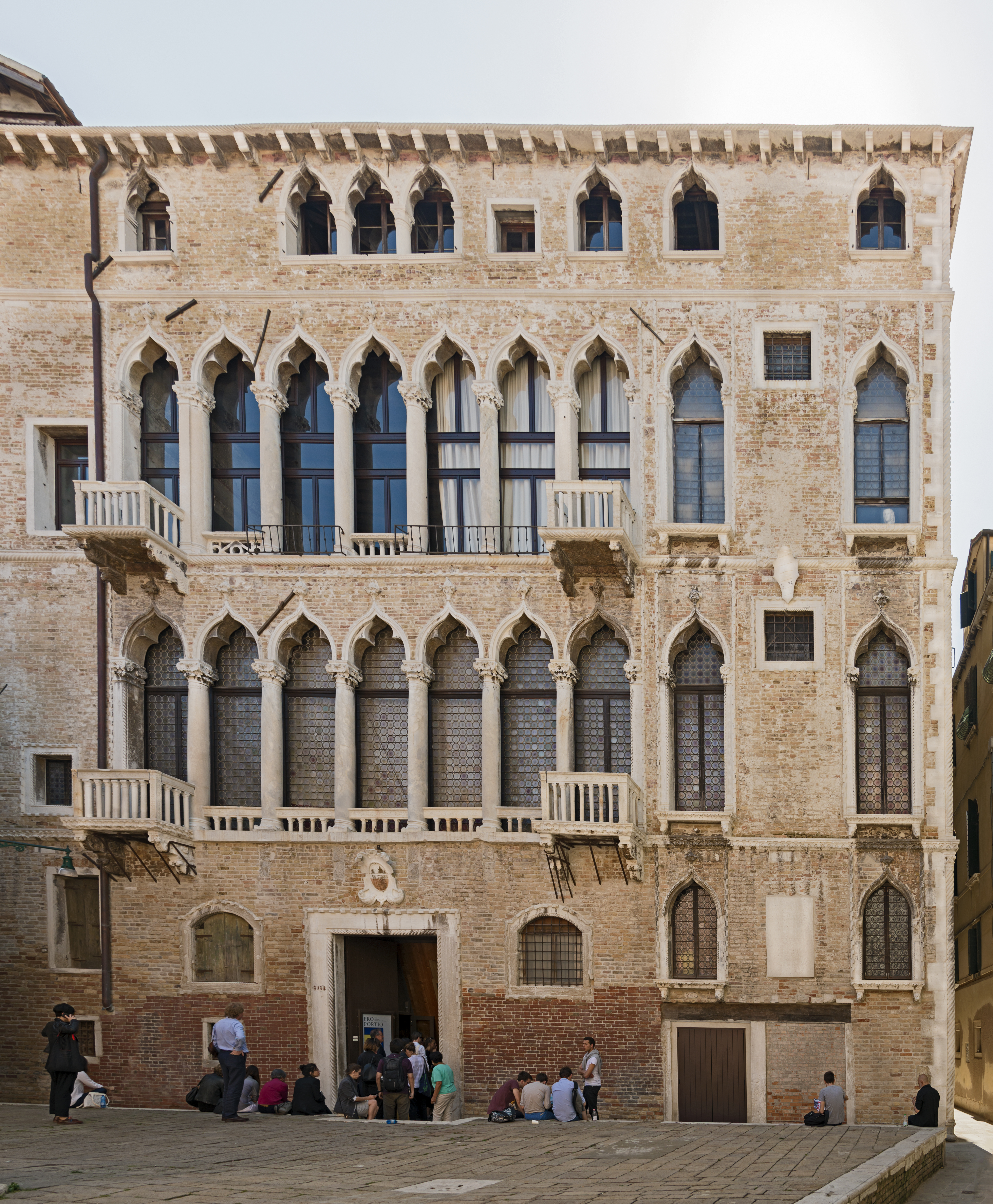
Фасад палаццо Фортуни (англ.)

Тюремщики привозят Люпера в Венецию и помещают в палаццо Фортуни. Люпер встречает скрипачку Руби Хокмайстер, золовку Пэшн Хокмайстер. Не выдержав продолжающихся издевательств Зелоти, Люпер на одной из прогулок в дни карнавала оглушает тюремщика и сбрасывает его в канал Рио-де-Сан-Проволо.

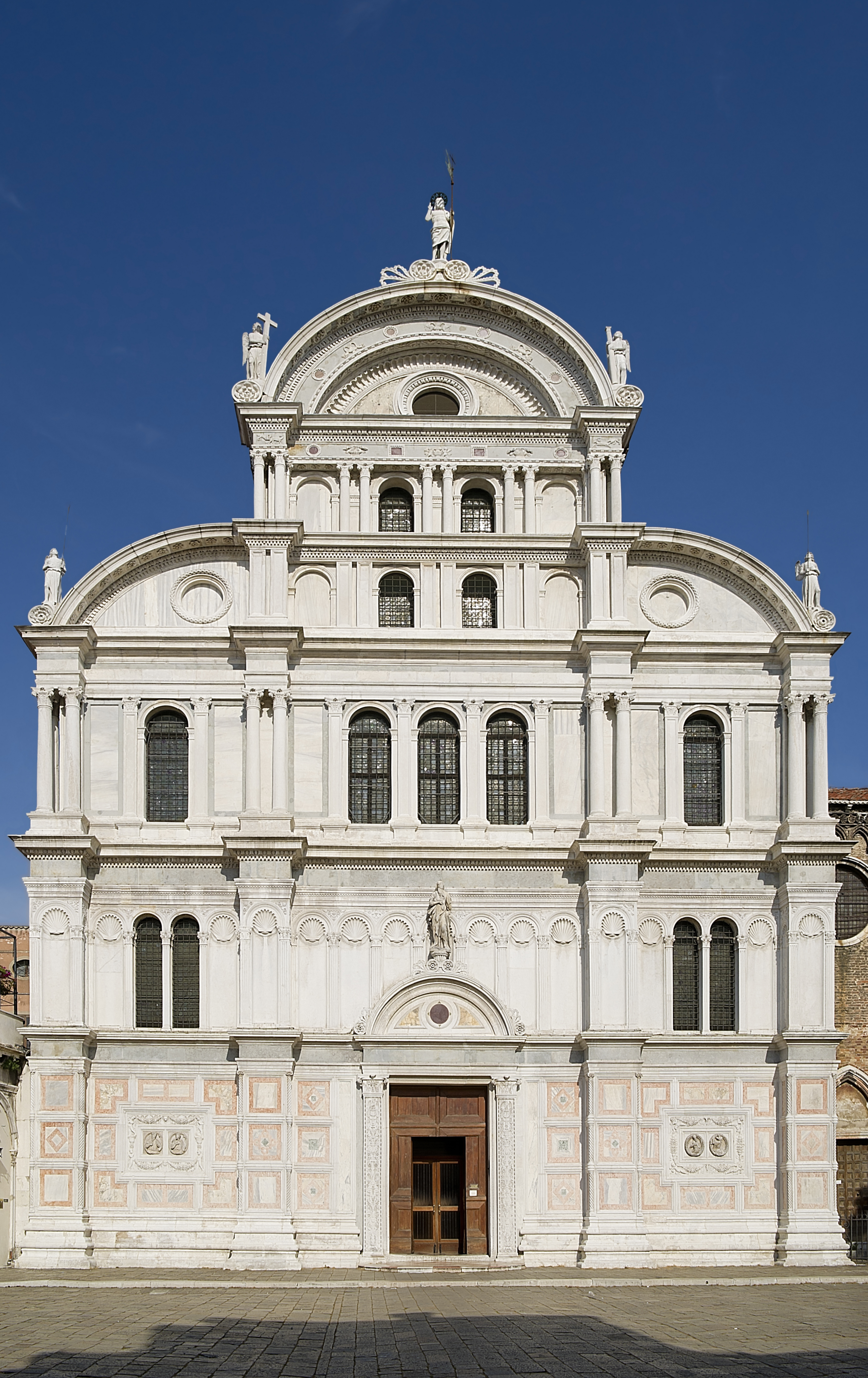
Церковь Сан-Заккариа

Люпер и Руби скрываются от преследования в церкви Сан-Заккариа, но их находят. Под виртуозное исполнение знаменитого отрывка из «Времён года» Вивальди скрипка Руби разбивается на девяносто два осколка, ставших содержимым ещё одного чемодана Люпера.

### Эпизод 12: Рим, Италия, 1944—1945 годы
В августе 1944 года Люпер прибывает в освобождённый американцами Рим. Он живёт в отеле у площади Пьяцца-дель-Пополо, придумывает проект о римских обелисках и посылает открытки Сисси Колпитц. Он встречает Лефреника — измученного и смертельно больного после работ с радиоактивным ураном. Лефреник, не скрывающий своей любви к Люперу, проводит с ним последние дни. Лефреник умирает. Из-за связи со смертью Лефреника американская военная полиция начинает разыскивать 33-летнего Люпера и он покидает Рим. Впечатления Люпера от пребывания в городе вошли в написанный им сценарий фильма «Живот архитектора».

### Эпизод 13: Будапешт,Венгрия, 1944 год
Люпер три месяца работает в будапештском морге на берегу Дуная. Работники морга, Франсуа Буйяр и Луи де Дюше, вылавливают из Дуная тела мёртвых евреев, которых регулярно сбрасывает с моста тройка нацистов во главе с Тобиасом Хейнкелем. Некоторых евреев удаётся выкупить Раулю Валленбергу. В морге Люпер пишет заметки к девяносто двум трупам утопленников и знакомится с Валленбергом. В одном из выловленных трупов Люпер опознаёт Эрика ван Хойтена. В конце эпизода Хейнкель убивает Буйяра и де Дюше вместе с их приятелем Вильмошем.

### Эпизод 14: Кройцбург, ГДР, 1951 год

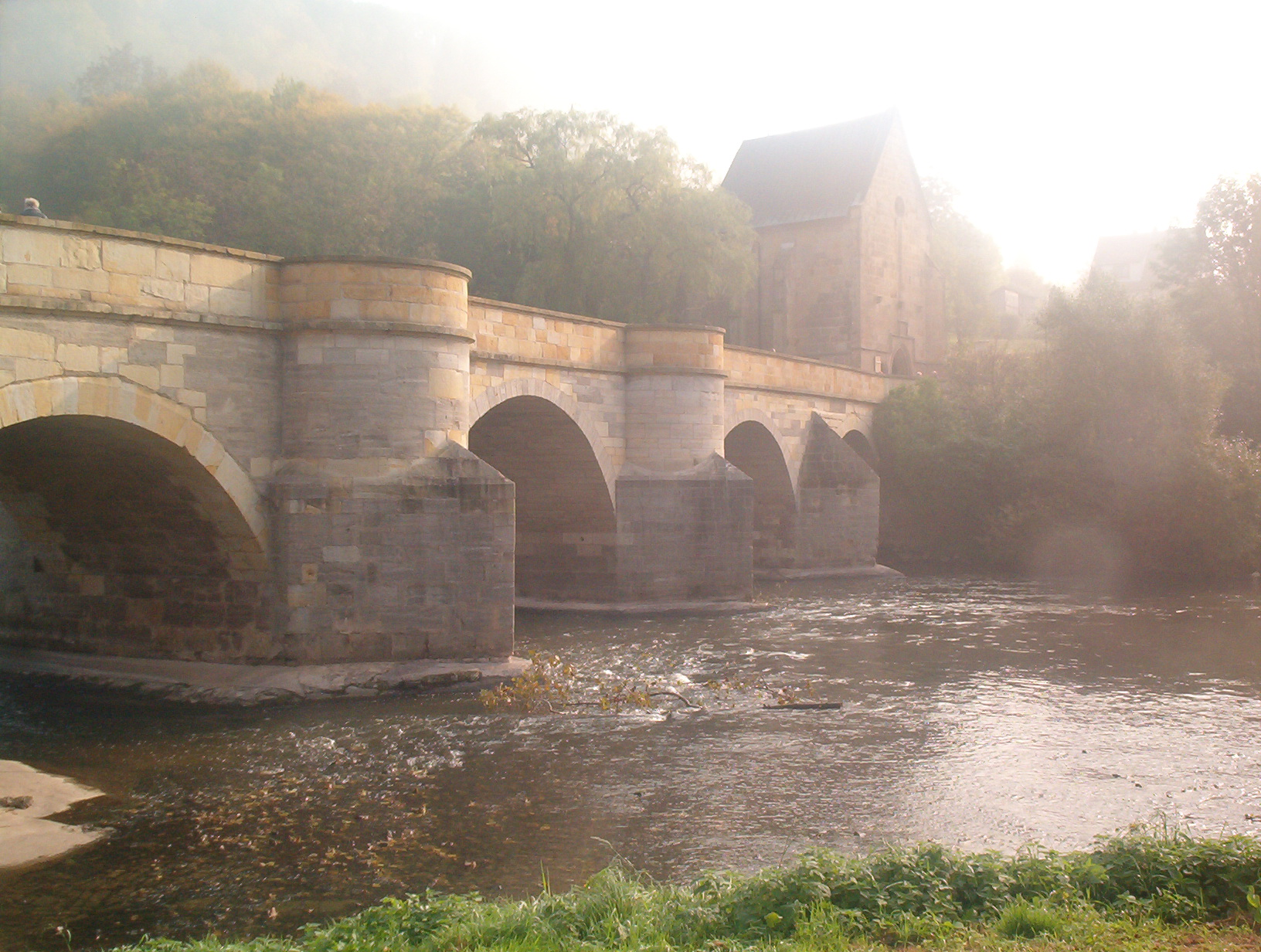
Кройцбургский мост через Верру

В 1951 году Люпера и Рауля Валленберга, попавших в московскую тюрьму, перевозят в немецкий городок Кройцбург на границе между ГДР и ФРГ. Граница проходит вдоль реки Верра, через которую построен мост. На концах моста расположены контрольно-пропускные пункты, олицетворяющие собой противостояние Запада и Востока. Советская сторона собирается использовать Валленберга (условное имя — Русалочка) в обмене на некоего Карла Кочаловского (условное имя — Медведь Руперт (англ.)). Во время обмена советская сторона не выдаёт Валленберга. Рауль безуспешно пытается прорваться к западным представителям, при этом гибнет сопровождавшая его скандинавская девушка. Валленберга уводят.
Люпер, ставший в Москве опытным шахматистом, остаётся в заключении у полковника Котчева, коменданта восточного КПП. У Котчева нет детей и он мечтает уехать в Грузию разводить пчёл. Котчев обещает Люперу сохранность жизни при условии, что Люпер будет играть с ним в шахматы и каждый день рассказывать по три истории лейтенанту Алазариной, жене Котчева. Напряжение в отношениях Котчева и Люпера — во многом вина рядового Петра Музиля, переводчика, сознательно искажающего речи собеседников.
Люпер проводит у Котчева 334 дня, за которые, подобно Шахерезаде, рассказывает 1000 историй. На 1001-й истории Люпер совершает побег.

### Эпизод 15: Комптон-Верни,Уорикшир,Великобритания, 2004 год
В помещении английского загородного дома-галереи Комптон-Верни открыта выставка, на которой собраны все 92 чемодана Тульса Люпера. На специальном вечере перед камерами журналистов люпероведы Томас Аймокс и Альфонс Фенгетти впервые открывают последний, 92-й чемодан. В нём среди разных вещей, имеющих отношение к Люперу, лежит плёнка с фильмом, содержащим «окончательные и весьма неожиданные свидетельства подлинной истории жизни Тульса Люпера».

### Эпизод 16:Ньюпорт,Уэльс, Великобритания, 1921 год
Мы видим повтор сцен эпизода с детством Люпера из «Моавитской истории», но уже в свете данных из фильма, найденного в 92-м чемодане.
Детские послевоенные игры десятилетнего Люпера и его друзей. Тульс и Мартино, оторвавшись от остальной группы детей, пишут свои имена на кирпичной стене. Пока Тульс дописывает своё имя, Мартино взбирается по приставной лестнице на верх стены. Стена обрушивается, но, в отличие от первого эпизода, Тульс не выбирается из-под обломков. Плачущий Мартино зовёт Тульса.
Комментатор Томас Аймокс сообщает нам, что «десятилетний Тульс так и погиб под обломками, а его жизнь во всех подробностях однажды решил воссоздать его верный друг Мартино Нокавелли».
Полностью звучит музыкальная тема тюрем Люпера. Титры.

## Актёрский состав
| Роль                                                   | Актёр                               | Русский дубляж        |
| Основные персонажи                                     | Основные персонажи                  | Основные персонажи    |
| ------------------------------------------------------ | ----------------------------------- | --------------------- |
| 1. Тульс Люпер в молодости / Tulse Luper               | Джей Джей Филд / J. J. Feild        | Евгений Стычкин       |
| 1. Тульс Люпер в старости / Tulse Luper                | Роджер Рис / Roger Rees             | Евгений Воскресенский |
| 2. Мартино Нокавелли в молодости / Martino Knockavelli | Дрю Маллиган / Drew Mulligan        |                       |
| 88. Полковник Котчев / Colonel Kotchef                 | Владимир Стеклов, Алексей Булдаков  |                       |
| 89. Лейтенант Алазарина / Lieutenant Alazarin          | Марина Голуб, Наталья Егорова       |                       |
| 90. Рядовой Пётр Музиль / Private Pytor Musil          | Мурад Ибрагимбеков                  |                       |
| Второстепенные персонажи                               |                                     |                       |
| Миссис Уоррен / Mrs. Warren                            | Марлен Гриффитс / Marlene Griffiths |                       |
| Люпероведы                                             |                                     |                       |
| Томас Джон Аймокс / Thomas John Imox                   | Майкл Калкин / Michael Culkin       | Михаил Швыдкой        |
| Альфонс Фенгетти / Alphonse Fengetty                   |                                     | Виктор Матизен        |